# بينكن
بينكن (بالألمانية: Benken) هي إحدى بلديات مقاطعة أندلفينغن في كانتون زيورخ في سويسرا. تبلغ مساحتها 5.67 كيلومتر مربع، ويقدر عدد سكانها بـ 858 نسمة (حسب تعداد ديسمبر 2017).

## أعلام
- هيدي جراف